# Aéroport international de Bonriki
L'aéroport international de Bonriki (code IATA : TRW • code OACI : NGTA) est l'aéroport de Tarawa-Sud, la capitale de la république des Kiribati. Il est situé à Bonriki, à l'extrémité orientale de la ville et de l'atoll. Il a remplacé l'aéroport de Betio, démantelé après la Seconde Guerre mondiale. Il a été construit en décembre 1943 par les Seabees de l'United States Navy et nommé Mullinix Field, à l'occasion de la bataille de Tarawa. Rendu aux autorités civiles britanniques de la colonie des îles Gilbert en 1945, il est devenu le principal aéroport de l'archipel, puis de la République en 1979.

## Situation
| Abaiang Abemama Aranuka Arorae Beru Bonriki Butaritari Canton Cassidy Kuria Maiana Makin Nonouti Tabiteuea-Nord Tabiteuea-Sud Tamana Teraina Tabuaeran Marakei Nikunau |

## Compagnies et destinations

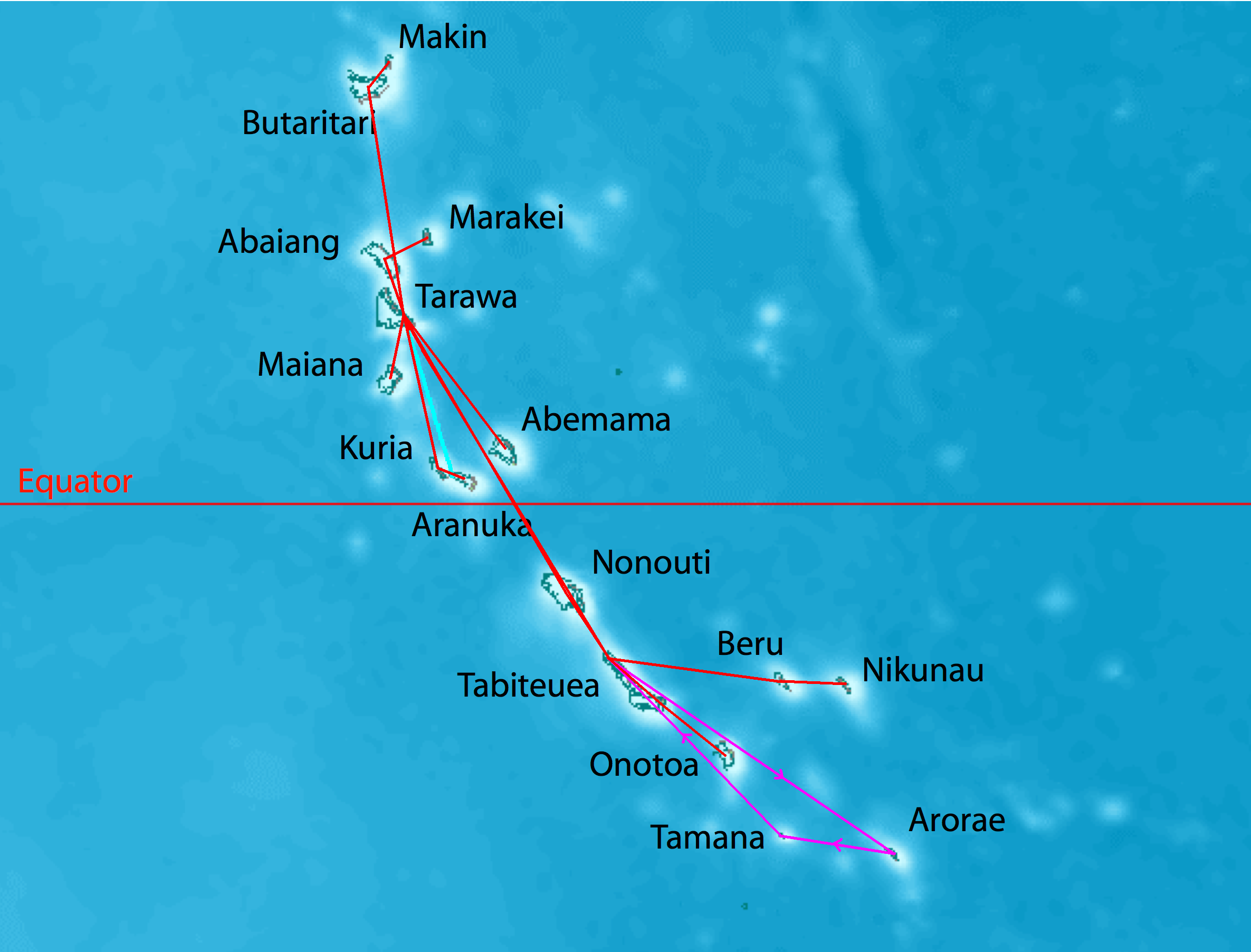
Détail Air Kiribati

| Compagnies           | Destinations |
| -------------------- | --- |
| Air Kiribati         | Majuro-îles Marshall International, Maiana (de), Butaritari, Abaiang, Kuria (de), Nonouti (de), Makin, Aranuka,Tabiteuea-Nord, Abemama (en), Marakei (en) |
| Fiji Airways         | Nadi |
| Air Marshall Islands | Majuro-îles Marshall International |
| Nauru Airlines       | Nauru,Majuro-îles Marshall International |
| Solomon Airlines     | Honiara |

Édité le 23/04/2018